# Soulacoaster: The Diary of Me
Soulacoaster: The Diary of Me är en självbiografi av R&B-sångaren R. Kelly. Boken släpptes den 28 juni 2012. R. Kelly dedicerade denna bok till sin mor som dog i början av 1990-talet och sin högskolemusiklärare Lena McLin.

## Handling
Boken handlar om hans liv och hans väg till framgång.